# هانس برونر
هانس برونر (بالألمانية: Hans Heinrich Brunner) (و. 1918 – 1987 م) هو عالم عقيدة، وصحفي، وكاتب، من سويسرا، توفي في زيورخ، عن عمر يناهز 69 عاماً.